# Dystrykt Zambezi
Dystrykt Zambezi – dystrykt w północno-zachodniej Zambii w Prowincji Północno-Zachodniej. W 2000 roku liczył 64 963 mieszkańców (z czego 49,7% stanowili mężczyźni) i obejmował 12 628 gospodarstw domowych. Siedzibą administracyjną dystryktu jest Zambezi.